# 裕廊飛禽公園
裕廊飛禽公園是一座已停業的雀鳥公園，建於1971年，位於新加坡裕廊山上，佔地約20公頃。當地裕廊工業區原以發展重工業為主，後來發展為親子娛樂中心。園內聚集了600多種飛禽，包括天堂鳥、金剛鸚鵡、美洲禿鷹等等。裕廊飛禽公園与新加坡夜间野生动物园、新加坡动物园及河川生态园同由新加坡野生动物保育集团管理。
2021年10月13日，万态保育集团宣布裕廊飞禽公园在万礼的继承者将被命名为“Bird Paradise”，中文名则为“新加坡飞禽公园”。2023年1月3日，裕廊飞禽公园于傍晚6时50分许正式停業，这天同时也是公园开业52周年纪念日。

## 历史
1968年，时任财政部长吴庆瑞博士首次提出了建设永久性鸟舍的构想。在巴西里约热内卢举行的世界银行会议期间，吴博士参观了当地的动物园并对其可供鸟禽自由飞行的鸟舍印象深刻。他着手创造一个让新加坡人可以逃离城市生活的地方，在大自然中放松身心。
飞禽公园的建设于1969年1月开始。该项目选择了位于裕廊山的一块35英亩的土地，公园预计于1969年底竣工。
1971年1月3日，斥资350万新元建成的裕廊飞禽公园向公众开放。
2006年，裕廊飞禽公园完成了耗资1000万新元的改造工程。升级后，公园增加了一个新的入口广场、一家由公园持有和管理的“Bongo Burgers”快餐厅、一家冰淇淋店、一家礼品店和一家飞禽专科医院。

## 設施
- 亞洲之羽

展示的為東南亞地區稀有珍禽和瀕臨絕種的鳥類
- 企鵝海灘

全球第二大,規模僅次於聖地牙哥海洋世界
- 博彩圓頂劇場

每日11：00和15：00各舉行一場飛禽大會演

## 開放時間
每日上午9:00至下午6:00

## 門票
- 成人$34.00
- 兒童$23.00

(此价格含有7%的消费税，准确于2021年7月)

## 交通
自始至终，从未有任何地铁线路直接服务裕廊飞禽公园。游园客曾需搭乘新加坡地铁至  EW27  JS8  文禮地鐵站轉194路或251路巴士抵达园区。== 图库 ==

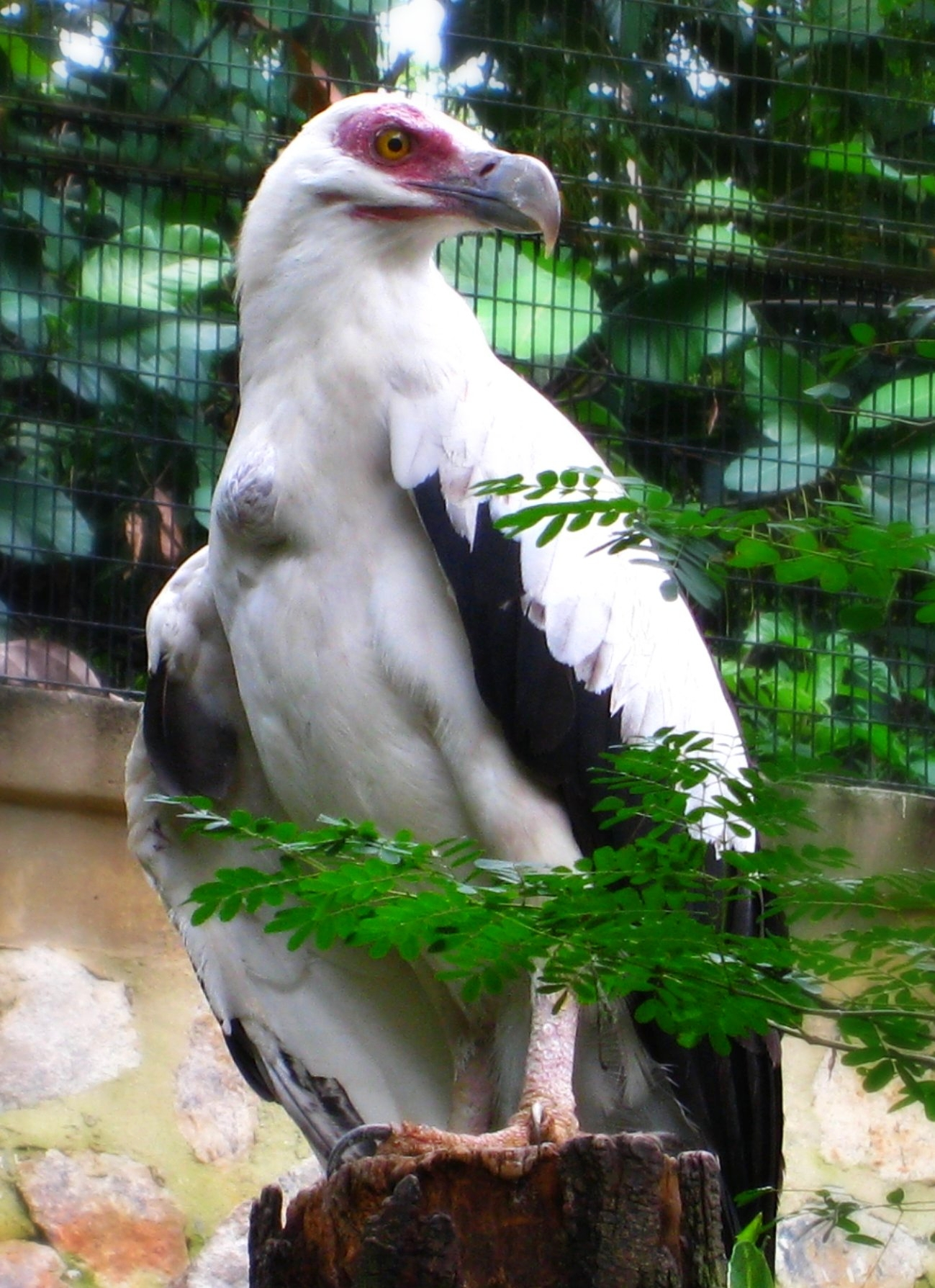
棕榈秃鹫
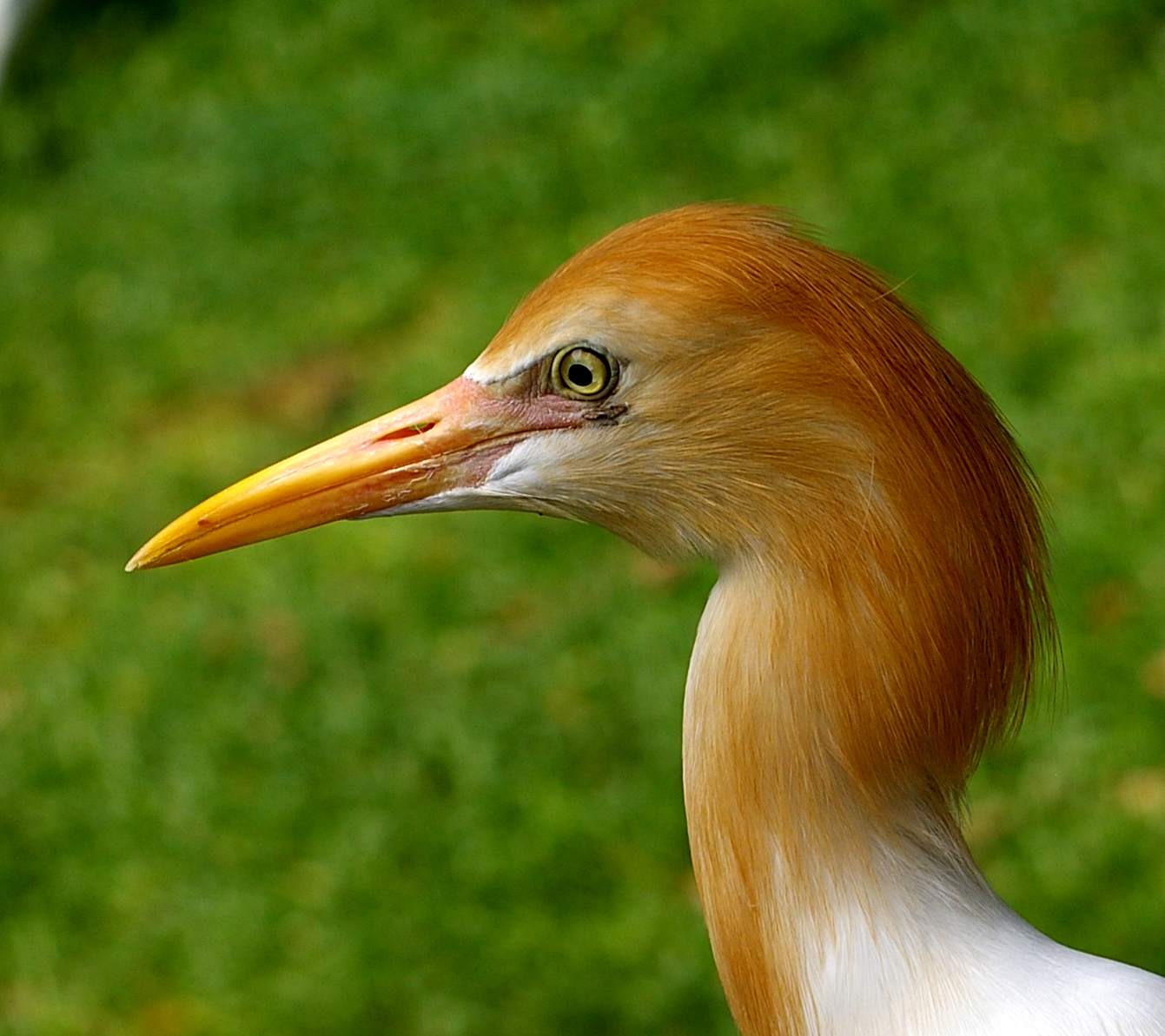
牛背鹭
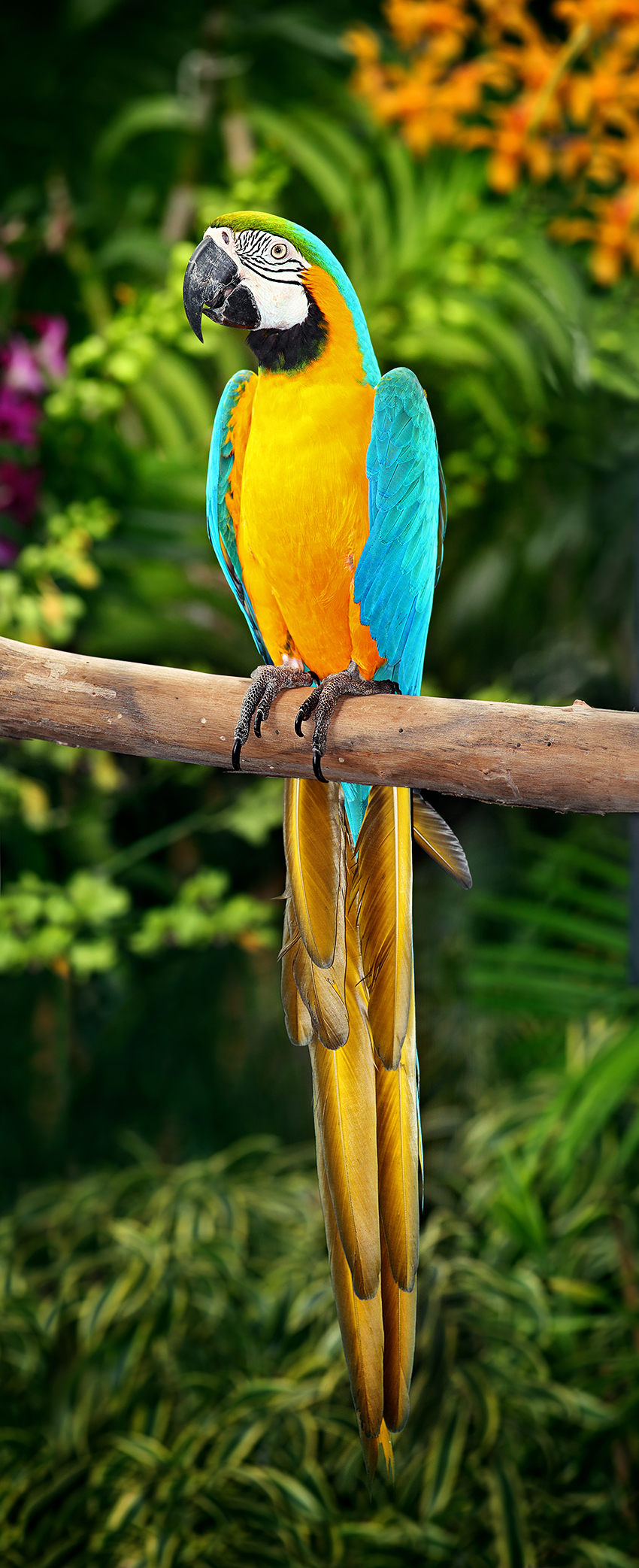
蓝黄金刚鹦鹉
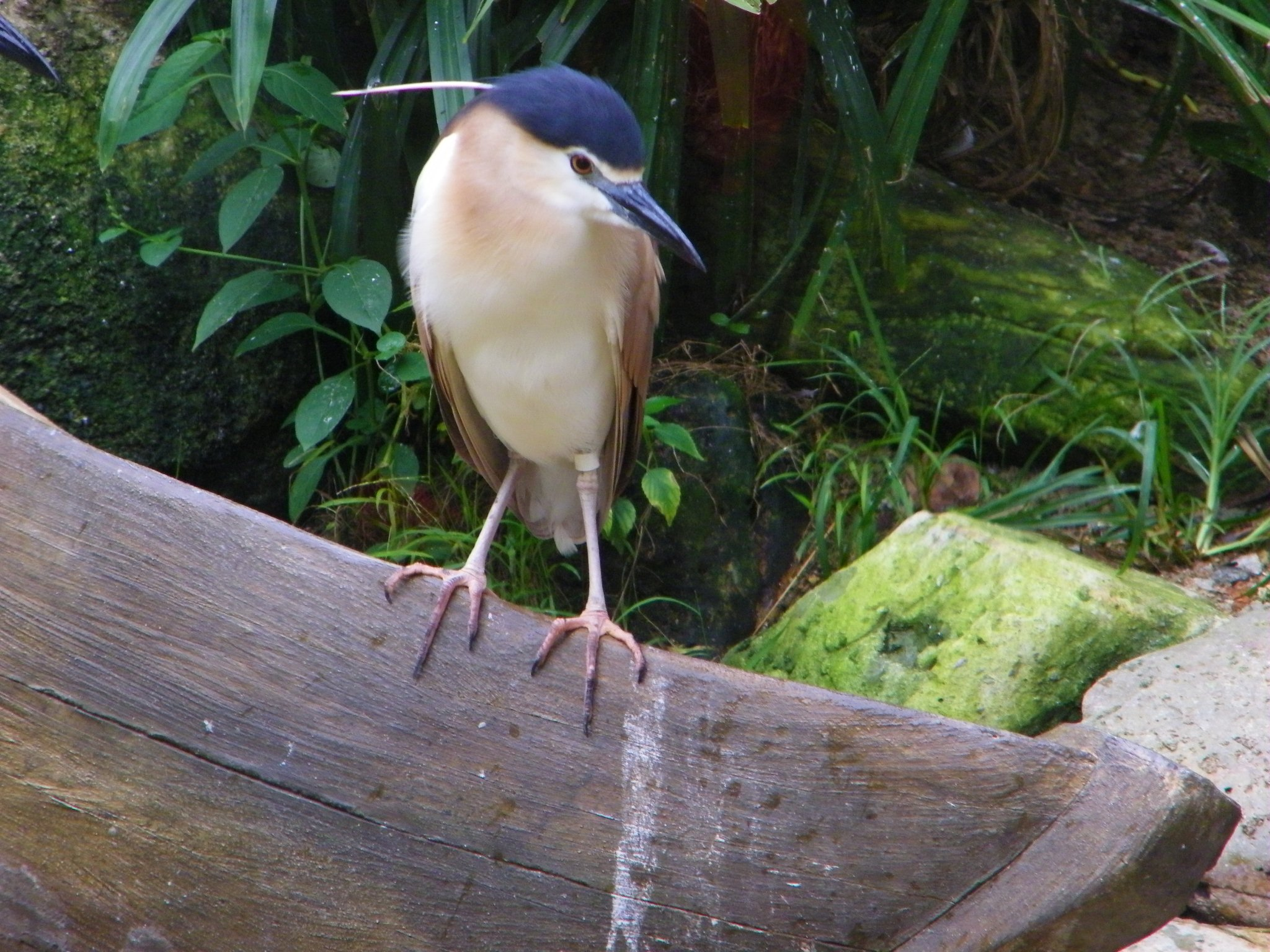
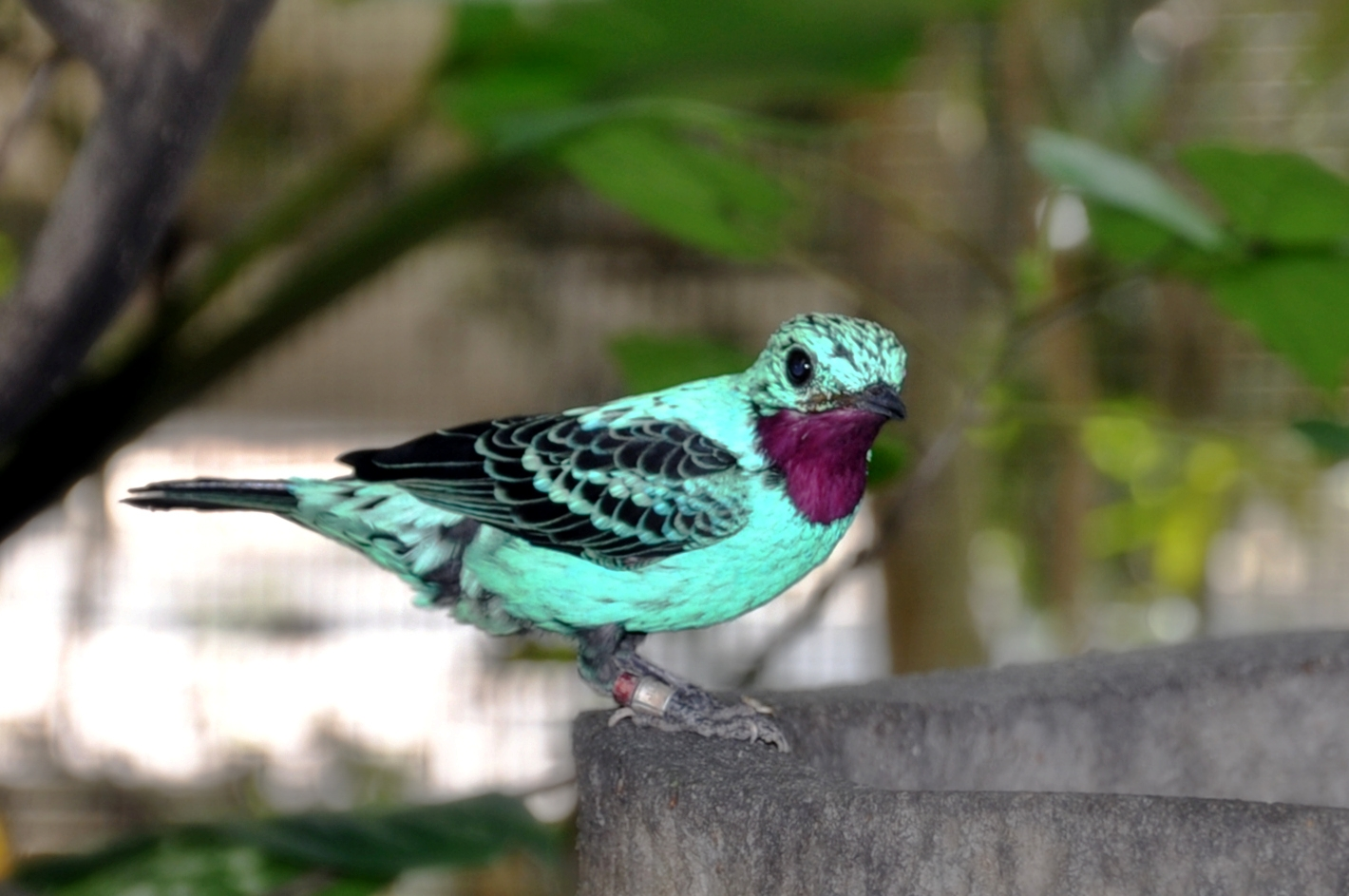
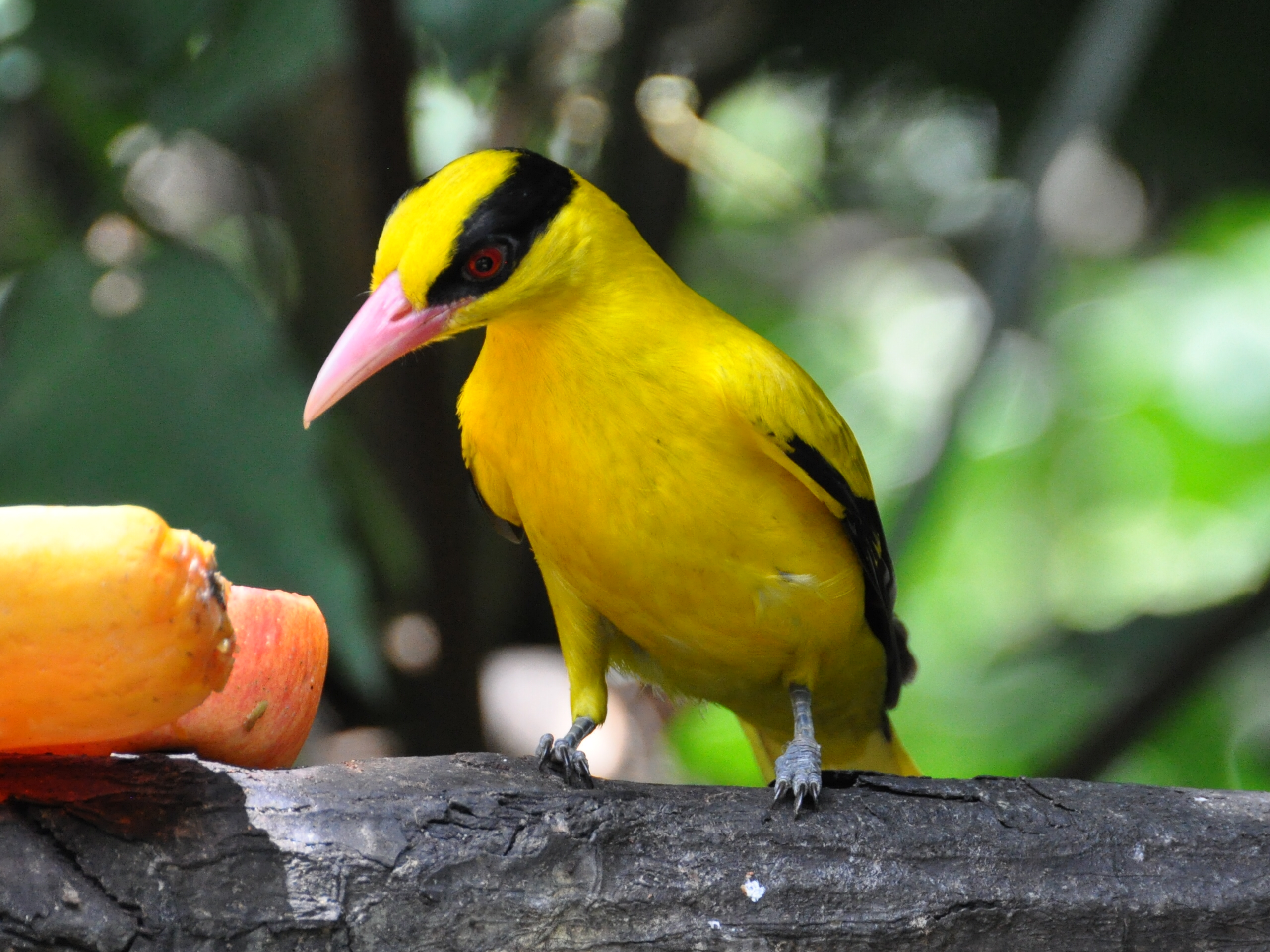
黑枕黄鹂
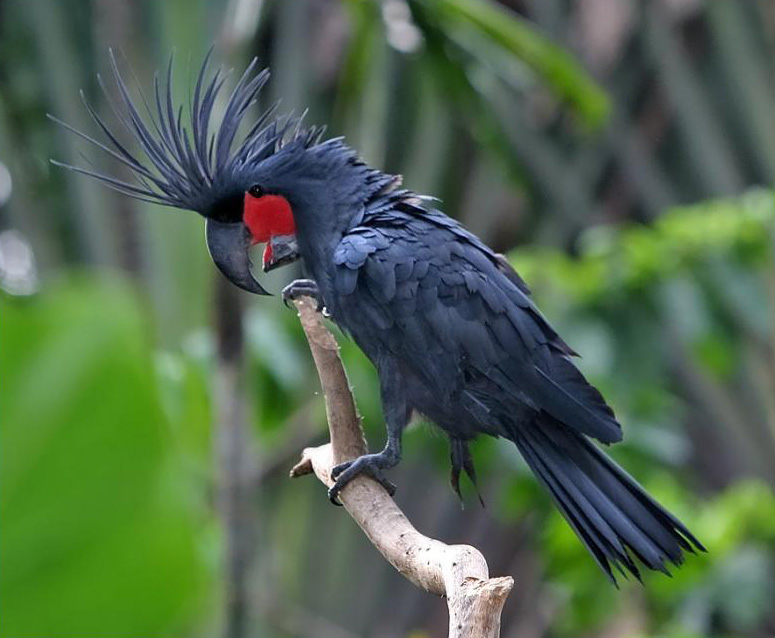
棕榈鹦鹉
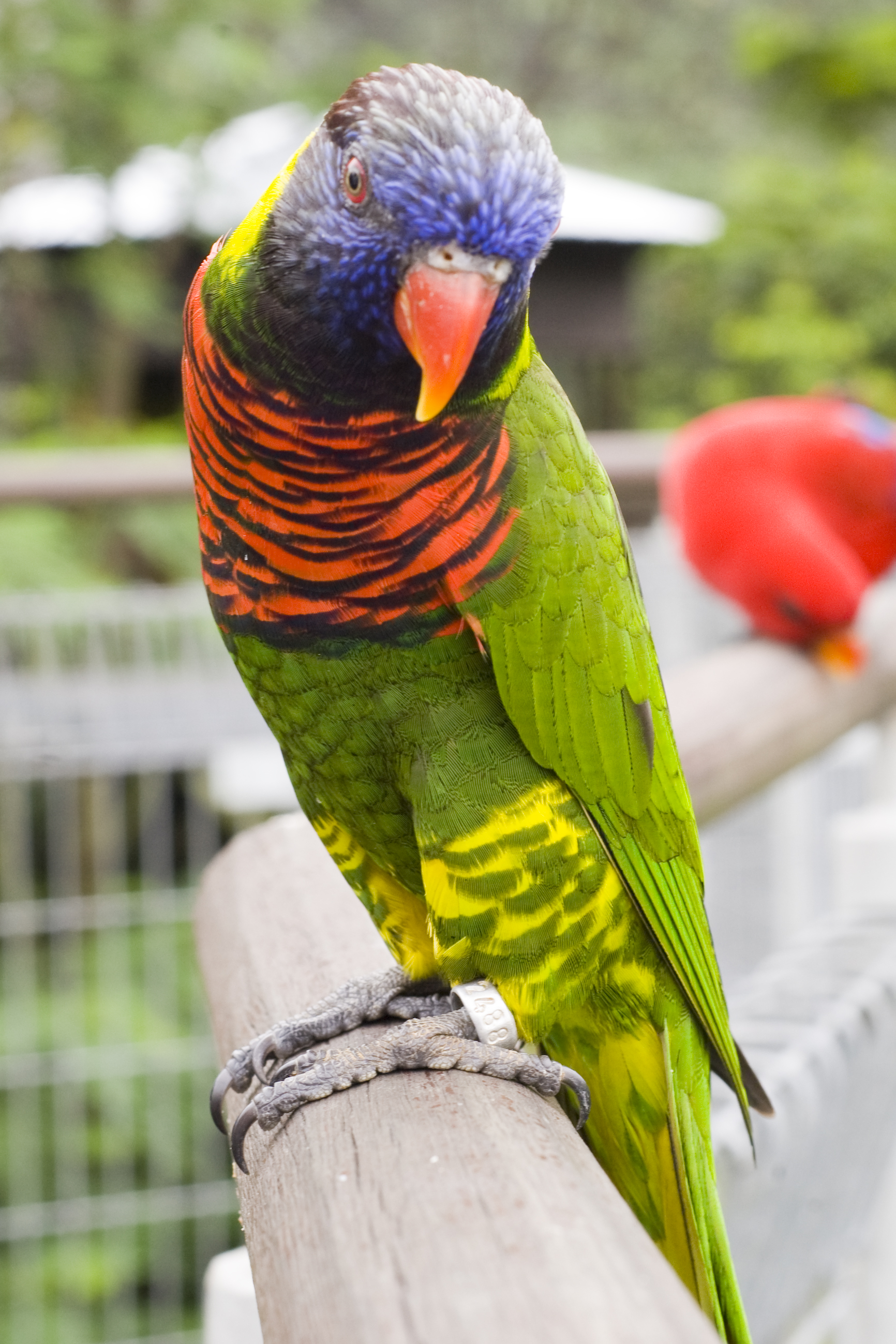
椰子鹦鹉
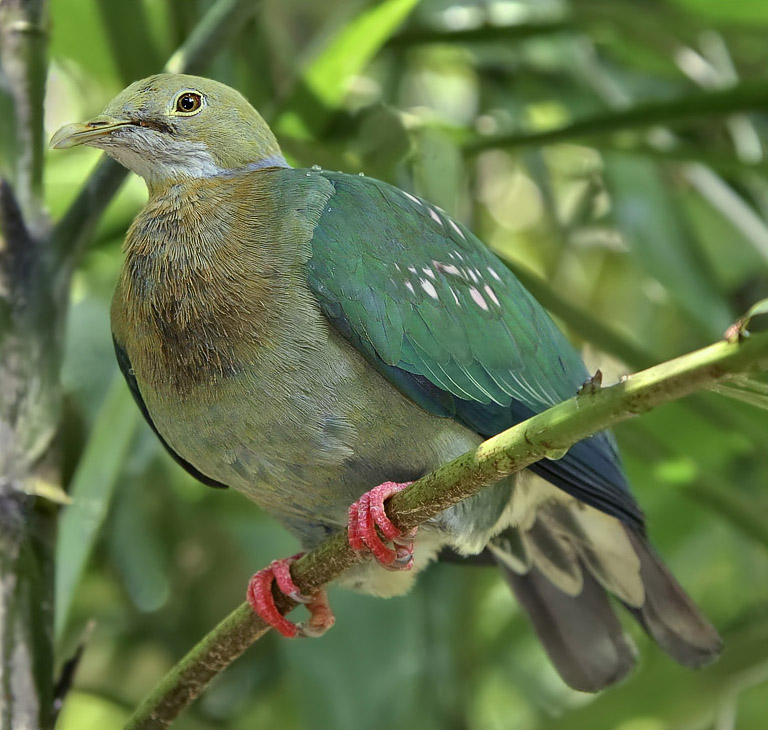
粉斑果鸽
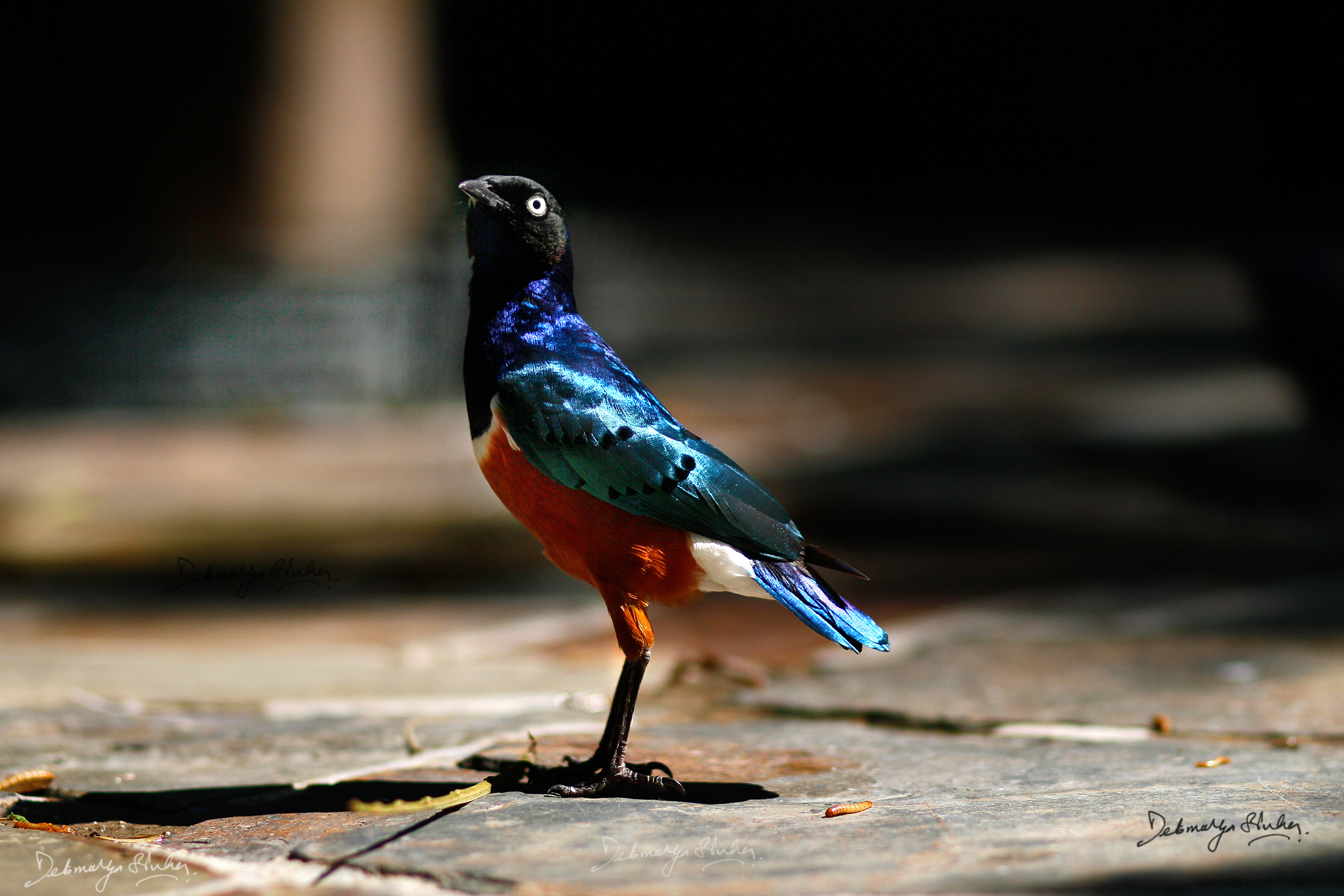
超级八哥
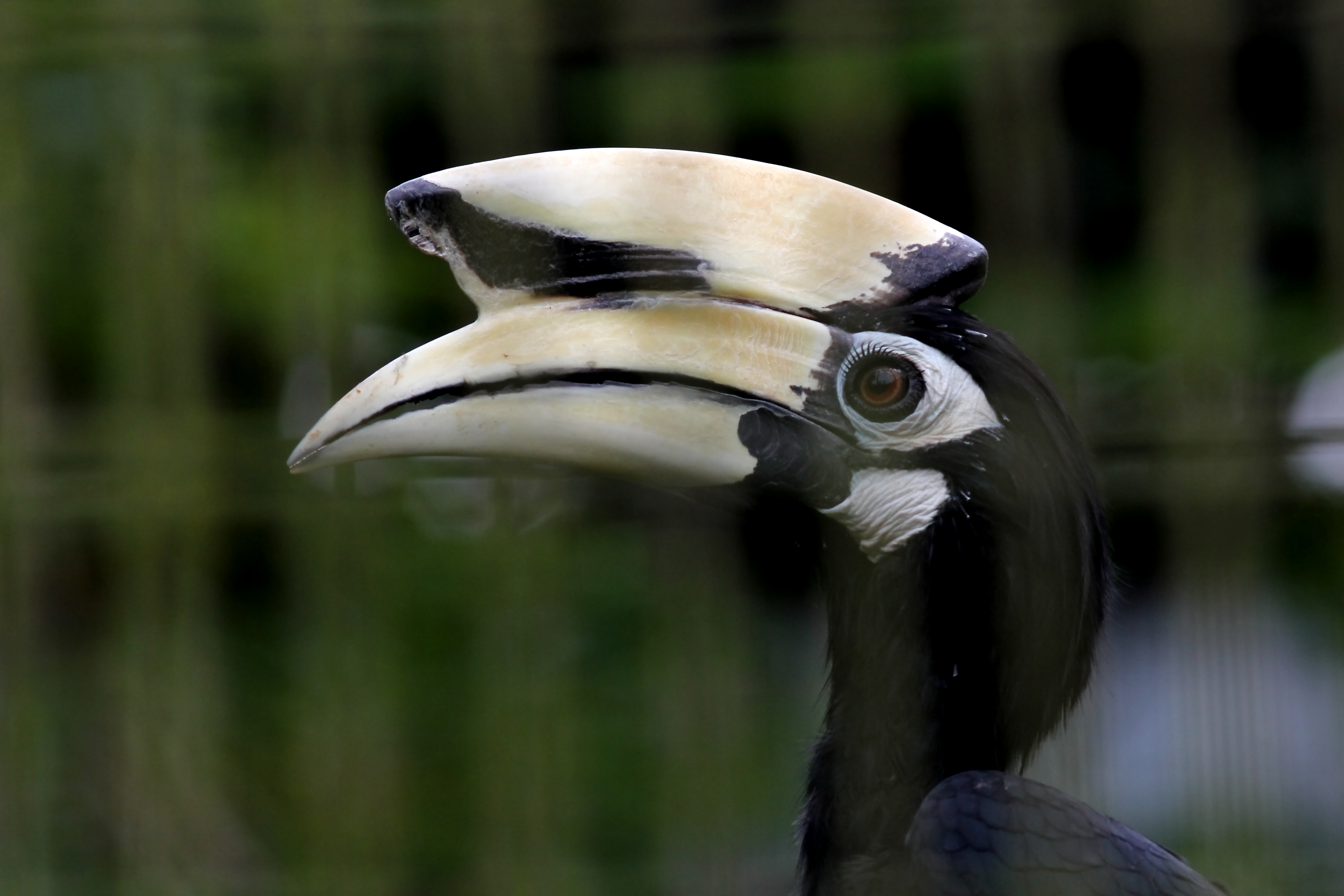
东方斑犀鸟
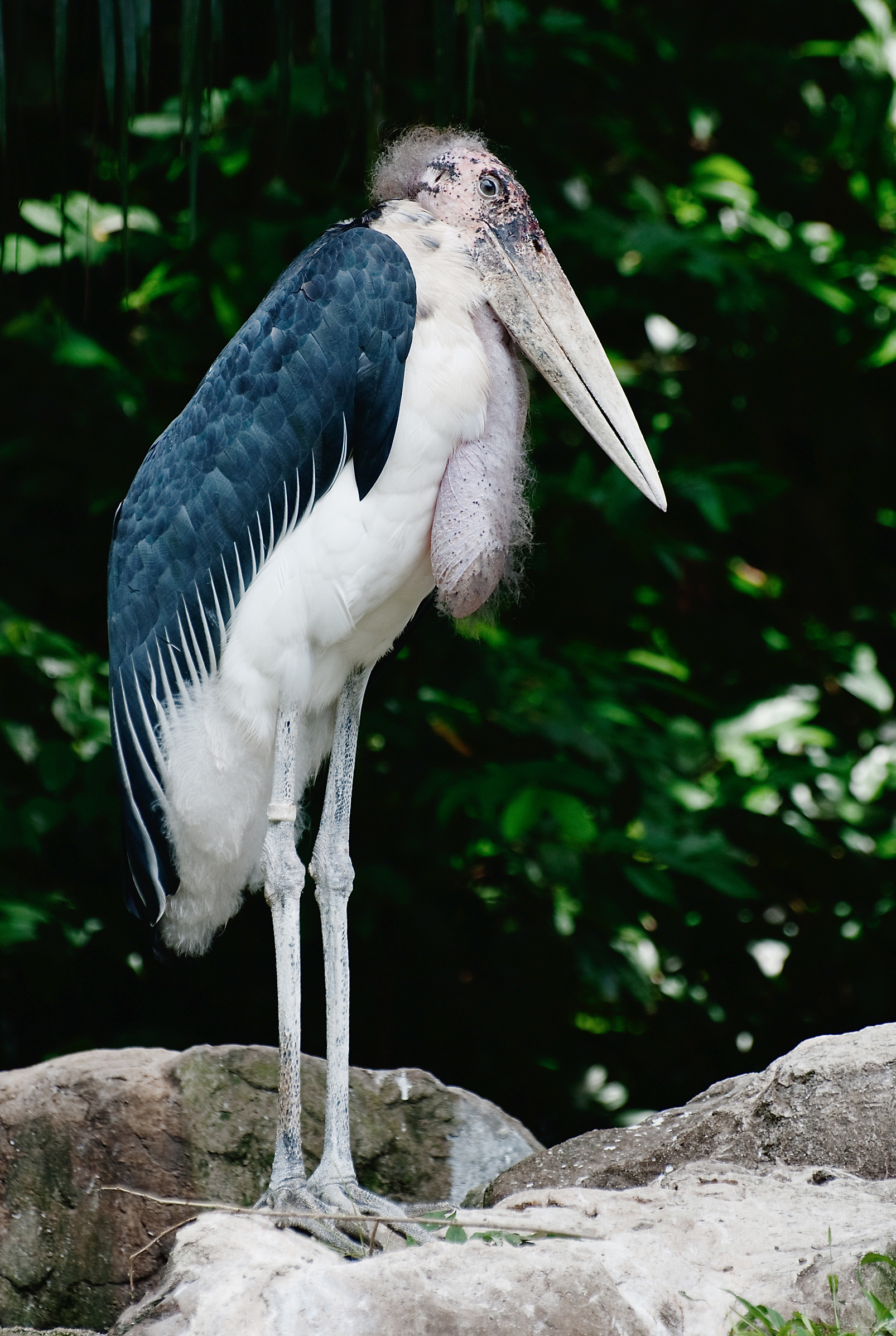
鹳鹳
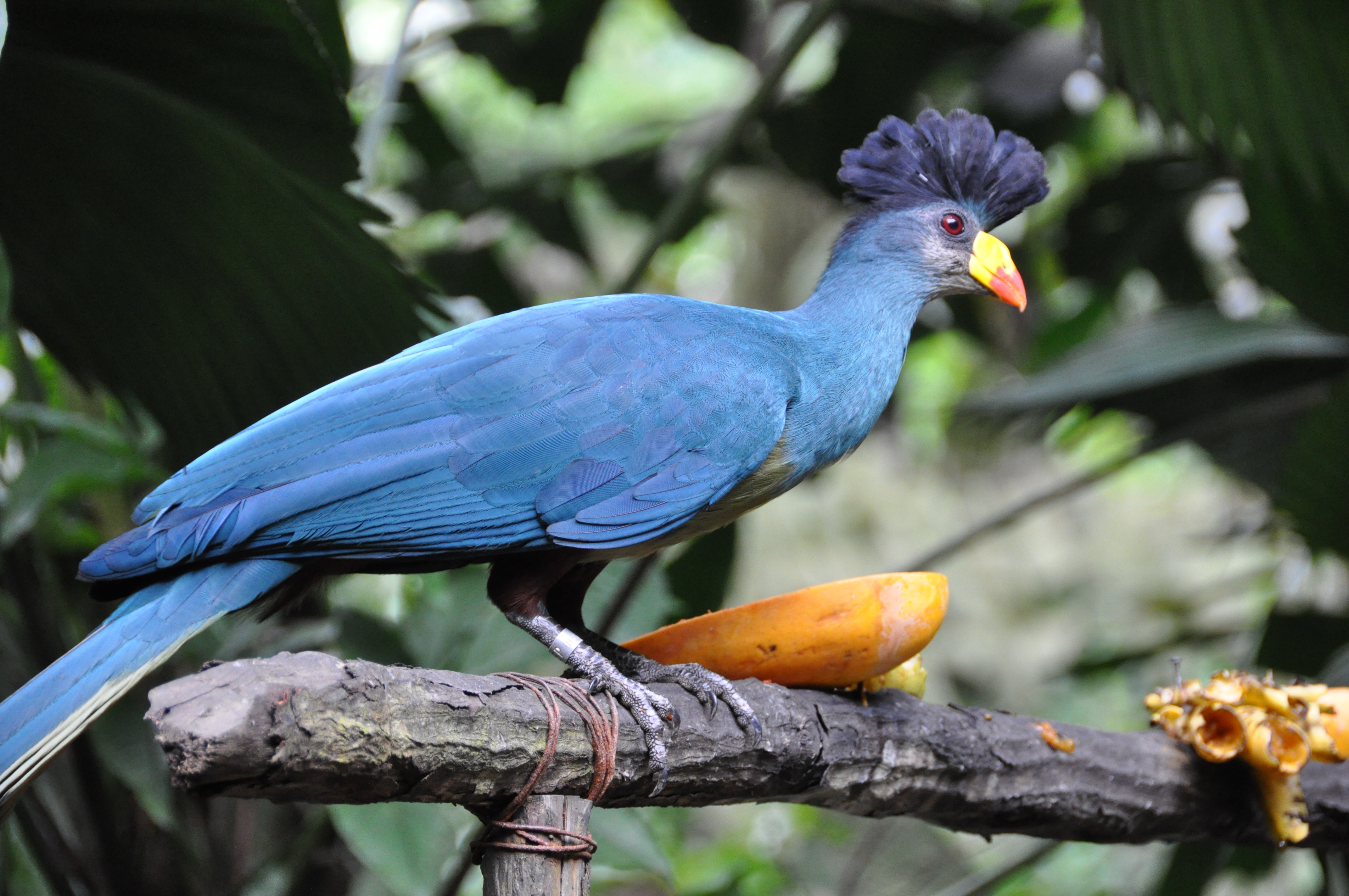
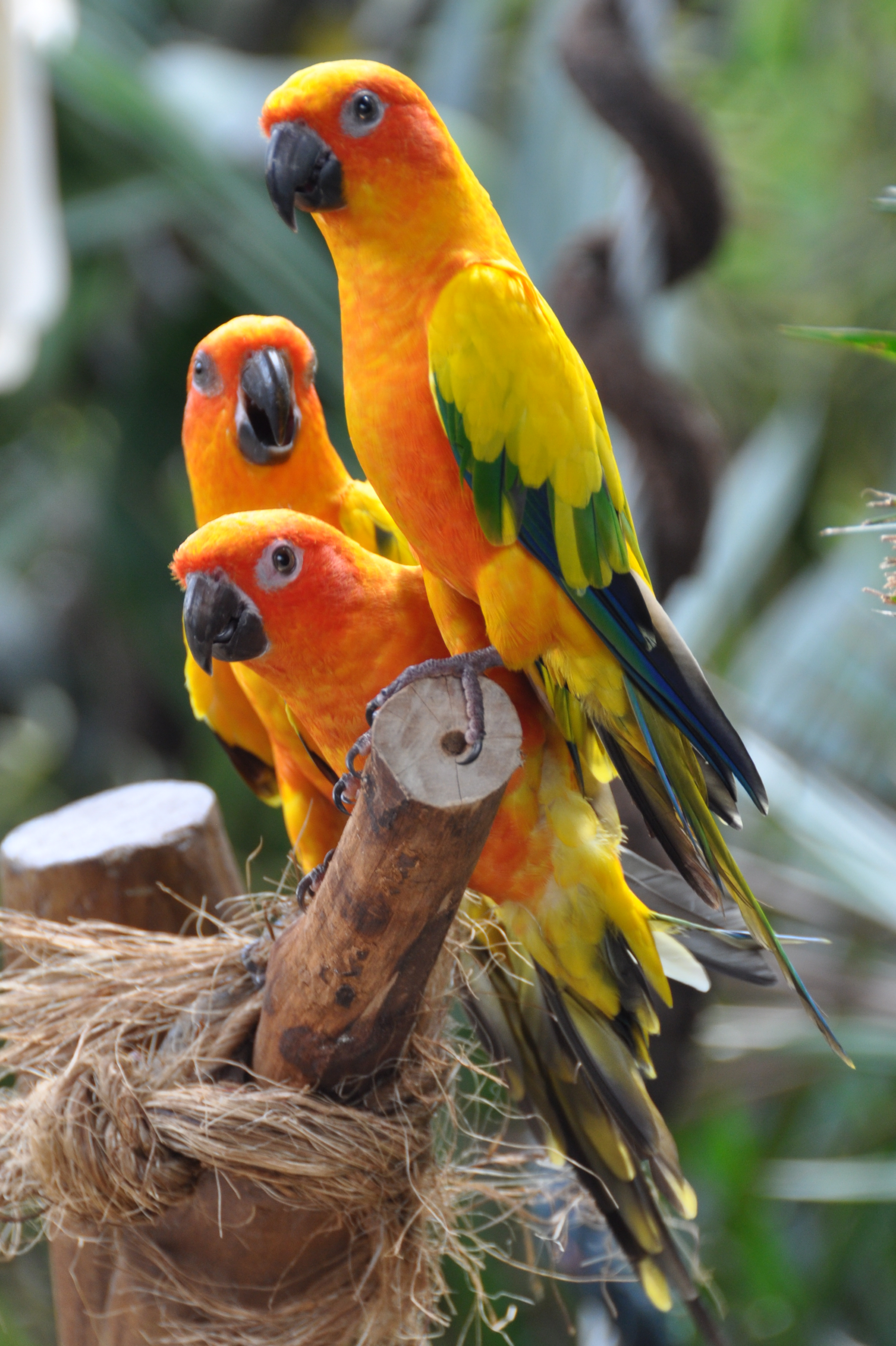
太阳鹦鹉
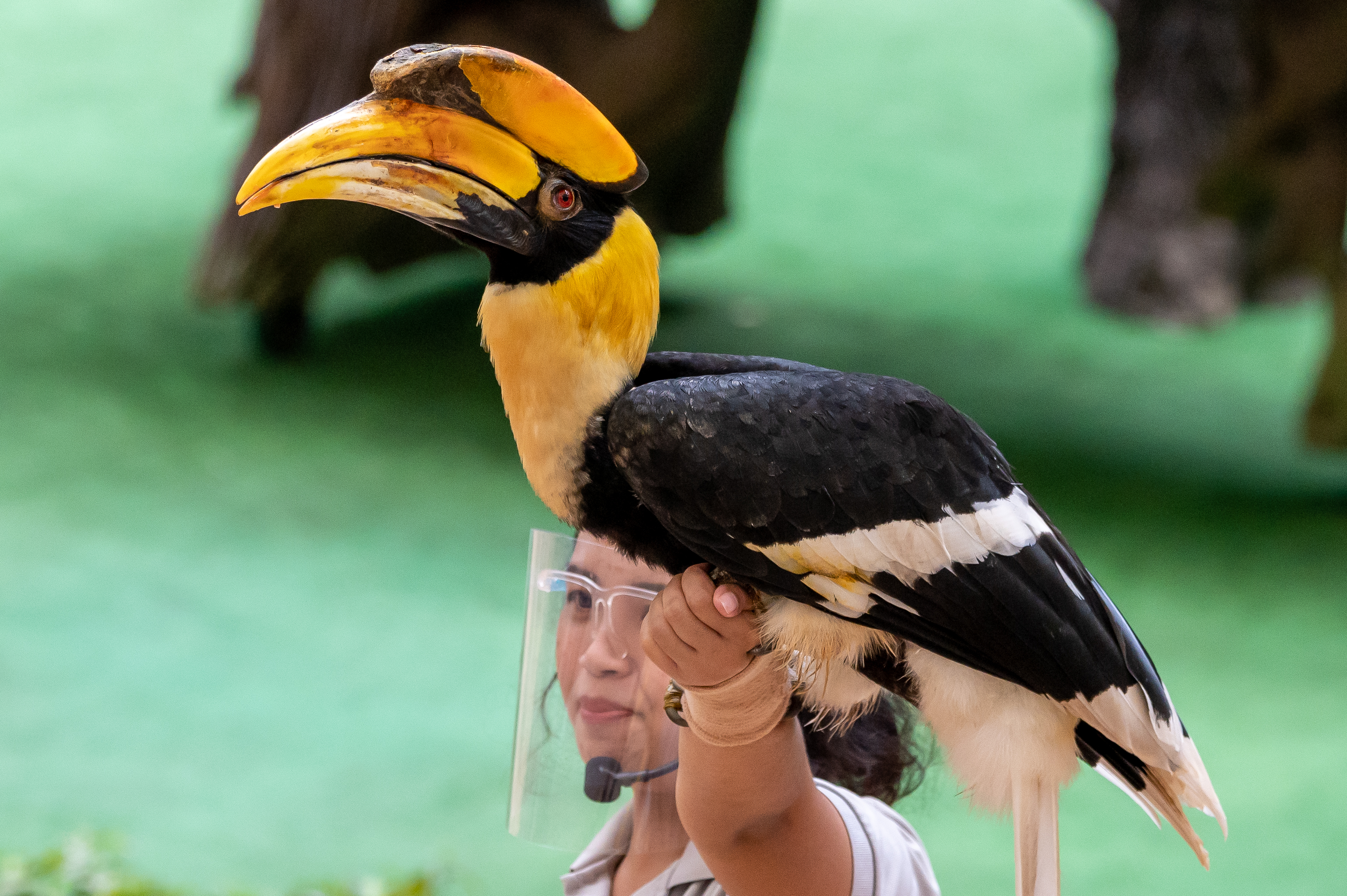
犀鸟